# سكوغافوس
سكوغافوس هو شلال يقع جنوب آيسلندا. هو واحد من أكبر الشلالات في آيسلندا ويبلغ عرضه 25 مترا وبنسبة انخفاض قدرها 60 متر. نظرا لكمية الرذاذ التي ينتجها الشلال باستمرار، يظهر قوس قزح واحد (أحيانا قوس قزح مزدوج) وعادة في الأيام المشمسة.

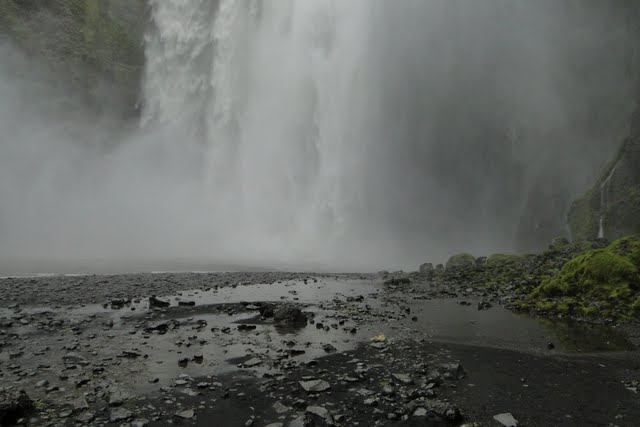
شلال سكوغافوس